# 1196
Portal Geschichte | Portal Biografien | Aktuelle Ereignisse | Jahreskalender | Tagesartikel

◄ |
11. Jahrhundert |
12. Jahrhundert
| 13. Jahrhundert | ►

◄ |
1160er |
1170er |
1180er |
1190er
| 1200er | 1210er | 1220er | ►

◄◄ |
◄ |
1192 |
1193 |
1194 |
1195 |
1196
| 1197 | 1198 | 1199 | 1200 | ► | ►►
Staatsoberhäupter  · Nekrolog
| Januar | Januar | Januar | Januar | Januar | Januar | Januar | Januar |
| Kw     | Mo     | Di     | Mi     | Do     | Fr     | Sa     | So     |
| ------ | ------ | ------ | ------ | ------ | ------ | ------ | ------ |
| 1      | 1      | 2      | 3      | 4      | 5      | 6      | 7      |
| 2      | 8      | 9      | 10     | 11     | 12     | 13     | 14     |
| 3      | 15     | 16     | 17     | 18     | 19     | 20     | 21     |
| 4      | 22     | 23     | 24     | 25     | 26     | 27     | 28     |
| 5      | 29     | 30     | 31     |        |        |        |        |

| Februar | Februar | Februar | Februar | Februar | Februar | Februar | Februar |
| Kw      | Mo      | Di      | Mi      | Do      | Fr      | Sa      | So      |
| ------- | ------- | ------- | ------- | ------- | ------- | ------- | ------- |
| 5       |         |         |         | 1       | 2       | 3       | 4       |
| 6       | 5       | 6       | 7       | 8       | 9       | 10      | 11      |
| 7       | 12      | 13      | 14      | 15      | 16      | 17      | 18      |
| 8       | 19      | 20      | 21      | 22      | 23      | 24      | 25      |
| 9       | 26      | 27      | 28      | 29      |         |         |         |

| März | März | März | März | März | März | März | März |
| Kw   | Mo   | Di   | Mi   | Do   | Fr   | Sa   | So   |
| ---- | ---- | ---- | ---- | ---- | ---- | ---- | ---- |
| 9    |      |      |      |      | 1    | 2    | 3    |
| 10   | 4    | 5    | 6    | 7    | 8    | 9    | 10   |
| 11   | 11   | 12   | 13   | 14   | 15   | 16   | 17   |
| 12   | 18   | 19   | 20   | 21   | 22   | 23   | 24   |
| 13   | 25   | 26   | 27   | 28   | 29   | 30   | 31   |

| April | April | April | April | April | April | April | April |
| Kw    | Mo    | Di    | Mi    | Do    | Fr    | Sa    | So    |
| ----- | ----- | ----- | ----- | ----- | ----- | ----- | ----- |
| 14    | 1     | 2     | 3     | 4     | 5     | 6     | 7     |
| 15    | 8     | 9     | 10    | 11    | 12    | 13    | 14    |
| 16    | 15    | 16    | 17    | 18    | 19    | 20    | 21    |
| 17    | 22    | 23    | 24    | 25    | 26    | 27    | 28    |
| 18    | 29    | 30    |       |       |       |       |       |

| Mai | Mai | Mai | Mai | Mai | Mai | Mai | Mai |
| Kw  | Mo  | Di  | Mi  | Do  | Fr  | Sa  | So  |
| --- | --- | --- | --- | --- | --- | --- | --- |
| 18  |     |     | 1   | 2   | 3   | 4   | 5   |
| 19  | 6   | 7   | 8   | 9   | 10  | 11  | 12  |
| 20  | 13  | 14  | 15  | 16  | 17  | 18  | 19  |
| 21  | 20  | 21  | 22  | 23  | 24  | 25  | 26  |
| 22  | 27  | 28  | 29  | 30  | 31  |     |     |

| Juni | Juni | Juni | Juni | Juni | Juni | Juni | Juni |
| Kw   | Mo   | Di   | Mi   | Do   | Fr   | Sa   | So   |
| ---- | ---- | ---- | ---- | ---- | ---- | ---- | ---- |
| 22   |      |      |      |      |      | 1    | 2    |
| 23   | 3    | 4    | 5    | 6    | 7    | 8    | 9    |
| 24   | 10   | 11   | 12   | 13   | 14   | 15   | 16   |
| 25   | 17   | 18   | 19   | 20   | 21   | 22   | 23   |
| 26   | 24   | 25   | 26   | 27   | 28   | 29   | 30   |

| Juli | Juli | Juli | Juli | Juli | Juli | Juli | Juli |
| Kw   | Mo   | Di   | Mi   | Do   | Fr   | Sa   | So   |
| ---- | ---- | ---- | ---- | ---- | ---- | ---- | ---- |
| 27   | 1    | 2    | 3    | 4    | 5    | 6    | 7    |
| 28   | 8    | 9    | 10   | 11   | 12   | 13   | 14   |
| 29   | 15   | 16   | 17   | 18   | 19   | 20   | 21   |
| 30   | 22   | 23   | 24   | 25   | 26   | 27   | 28   |
| 31   | 29   | 30   | 31   |      |      |      |      |

| August | August | August | August | August | August | August | August |
| Kw     | Mo     | Di     | Mi     | Do     | Fr     | Sa     | So     |
| ------ | ------ | ------ | ------ | ------ | ------ | ------ | ------ |
| 31     |        |        |        | 1      | 2      | 3      | 4      |
| 32     | 5      | 6      | 7      | 8      | 9      | 10     | 11     |
| 33     | 12     | 13     | 14     | 15     | 16     | 17     | 18     |
| 34     | 19     | 20     | 21     | 22     | 23     | 24     | 25     |
| 35     | 26     | 27     | 28     | 29     | 30     | 31     |        |

| September | September | September | September | September | September | September | September |
| Kw        | Mo        | Di        | Mi        | Do        | Fr        | Sa        | So        |
| --------- | --------- | --------- | --------- | --------- | --------- | --------- | --------- |
| 35        |           |           |           |           |           |           | 1         |
| 36        | 2         | 3         | 4         | 5         | 6         | 7         | 8         |
| 37        | 9         | 10        | 11        | 12        | 13        | 14        | 15        |
| 38        | 16        | 17        | 18        | 19        | 20        | 21        | 22        |
| 39        | 23        | 24        | 25        | 26        | 27        | 28        | 29        |
| 40        | 30        |           |           |           |           |           |           |

| Oktober | Oktober | Oktober | Oktober | Oktober | Oktober | Oktober | Oktober |
| Kw      | Mo      | Di      | Mi      | Do      | Fr      | Sa      | So      |
| ------- | ------- | ------- | ------- | ------- | ------- | ------- | ------- |
| 40      |         | 1       | 2       | 3       | 4       | 5       | 6       |
| 41      | 7       | 8       | 9       | 10      | 11      | 12      | 13      |
| 42      | 14      | 15      | 16      | 17      | 18      | 19      | 20      |
| 43      | 21      | 22      | 23      | 24      | 25      | 26      | 27      |
| 44      | 28      | 29      | 30      | 31      |         |         |         |

| November | November | November | November | November | November | November | November |
| Kw       | Mo       | Di       | Mi       | Do       | Fr       | Sa       | So       |
| -------- | -------- | -------- | -------- | -------- | -------- | -------- | -------- |
| 44       |          |          |          |          | 1        | 2        | 3        |
| 45       | 4        | 5        | 6        | 7        | 8        | 9        | 10       |
| 46       | 11       | 12       | 13       | 14       | 15       | 16       | 17       |
| 47       | 18       | 19       | 20       | 21       | 22       | 23       | 24       |
| 48       | 25       | 26       | 27       | 28       | 29       | 30       |          |

| Dezember | Dezember | Dezember | Dezember | Dezember | Dezember | Dezember | Dezember |
| Kw       | Mo       | Di       | Mi       | Do       | Fr       | Sa       | So       |
| -------- | -------- | -------- | -------- | -------- | -------- | -------- | -------- |
| 48       |          |          |          |          |          |          | 1        |
| 49       | 2        | 3        | 4        | 5        | 6        | 7        | 8        |
| 50       | 9        | 10       | 11       | 12       | 13       | 14       | 15       |
| 51       | 16       | 17       | 18       | 19       | 20       | 21       | 22       |
| 52       | 23       | 24       | 25       | 26       | 27       | 28       | 29       |
| 1        | 30       | 31       |          |          |          |          |          |

| Januar | Januar | Januar | Januar | Januar | Januar | Januar | Januar |
| Kw     | Mo     | Di     | Mi     | Do     | Fr     | Sa     | So     |
| ------ | ------ | ------ | ------ | ------ | ------ | ------ | ------ |
| 1      | 1      | 2      | 3      | 4      | 5      | 6      | 7      |
| 2      | 8      | 9      | 10     | 11     | 12     | 13     | 14     |
| 3      | 15     | 16     | 17     | 18     | 19     | 20     | 21     |
| 4      | 22     | 23     | 24     | 25     | 26     | 27     | 28     |
| 5      | 29     | 30     | 31     |        |        |        |        |

| Februar | Februar | Februar | Februar | Februar | Februar | Februar | Februar |
| Kw      | Mo      | Di      | Mi      | Do      | Fr      | Sa      | So      |
| ------- | ------- | ------- | ------- | ------- | ------- | ------- | ------- |
| 5       |         |         |         | 1       | 2       | 3       | 4       |
| 6       | 5       | 6       | 7       | 8       | 9       | 10      | 11      |
| 7       | 12      | 13      | 14      | 15      | 16      | 17      | 18      |
| 8       | 19      | 20      | 21      | 22      | 23      | 24      | 25      |
| 9       | 26      | 27      | 28      | 29      |         |         |         |

| März | März | März | März | März | März | März | März |
| Kw   | Mo   | Di   | Mi   | Do   | Fr   | Sa   | So   |
| ---- | ---- | ---- | ---- | ---- | ---- | ---- | ---- |
| 9    |      |      |      |      | 1    | 2    | 3    |
| 10   | 4    | 5    | 6    | 7    | 8    | 9    | 10   |
| 11   | 11   | 12   | 13   | 14   | 15   | 16   | 17   |
| 12   | 18   | 19   | 20   | 21   | 22   | 23   | 24   |
| 13   | 25   | 26   | 27   | 28   | 29   | 30   | 31   |

| April | April | April | April | April | April | April | April |
| Kw    | Mo    | Di    | Mi    | Do    | Fr    | Sa    | So    |
| ----- | ----- | ----- | ----- | ----- | ----- | ----- | ----- |
| 14    | 1     | 2     | 3     | 4     | 5     | 6     | 7     |
| 15    | 8     | 9     | 10    | 11    | 12    | 13    | 14    |
| 16    | 15    | 16    | 17    | 18    | 19    | 20    | 21    |
| 17    | 22    | 23    | 24    | 25    | 26    | 27    | 28    |
| 18    | 29    | 30    |       |       |       |       |       |

| Mai | Mai | Mai | Mai | Mai | Mai | Mai | Mai |
| Kw  | Mo  | Di  | Mi  | Do  | Fr  | Sa  | So  |
| --- | --- | --- | --- | --- | --- | --- | --- |
| 18  |     |     | 1   | 2   | 3   | 4   | 5   |
| 19  | 6   | 7   | 8   | 9   | 10  | 11  | 12  |
| 20  | 13  | 14  | 15  | 16  | 17  | 18  | 19  |
| 21  | 20  | 21  | 22  | 23  | 24  | 25  | 26  |
| 22  | 27  | 28  | 29  | 30  | 31  |     |     |

| Juni | Juni | Juni | Juni | Juni | Juni | Juni | Juni |
| Kw   | Mo   | Di   | Mi   | Do   | Fr   | Sa   | So   |
| ---- | ---- | ---- | ---- | ---- | ---- | ---- | ---- |
| 22   |      |      |      |      |      | 1    | 2    |
| 23   | 3    | 4    | 5    | 6    | 7    | 8    | 9    |
| 24   | 10   | 11   | 12   | 13   | 14   | 15   | 16   |
| 25   | 17   | 18   | 19   | 20   | 21   | 22   | 23   |
| 26   | 24   | 25   | 26   | 27   | 28   | 29   | 30   |

| Juli | Juli | Juli | Juli | Juli | Juli | Juli | Juli |
| Kw   | Mo   | Di   | Mi   | Do   | Fr   | Sa   | So   |
| ---- | ---- | ---- | ---- | ---- | ---- | ---- | ---- |
| 27   | 1    | 2    | 3    | 4    | 5    | 6    | 7    |
| 28   | 8    | 9    | 10   | 11   | 12   | 13   | 14   |
| 29   | 15   | 16   | 17   | 18   | 19   | 20   | 21   |
| 30   | 22   | 23   | 24   | 25   | 26   | 27   | 28   |
| 31   | 29   | 30   | 31   |      |      |      |      |

| August | August | August | August | August | August | August | August |
| Kw     | Mo     | Di     | Mi     | Do     | Fr     | Sa     | So     |
| ------ | ------ | ------ | ------ | ------ | ------ | ------ | ------ |
| 31     |        |        |        | 1      | 2      | 3      | 4      |
| 32     | 5      | 6      | 7      | 8      | 9      | 10     | 11     |
| 33     | 12     | 13     | 14     | 15     | 16     | 17     | 18     |
| 34     | 19     | 20     | 21     | 22     | 23     | 24     | 25     |
| 35     | 26     | 27     | 28     | 29     | 30     | 31     |        |

| September | September | September | September | September | September | September | September |
| Kw        | Mo        | Di        | Mi        | Do        | Fr        | Sa        | So        |
| --------- | --------- | --------- | --------- | --------- | --------- | --------- | --------- |
| 35        |           |           |           |           |           |           | 1         |
| 36        | 2         | 3         | 4         | 5         | 6         | 7         | 8         |
| 37        | 9         | 10        | 11        | 12        | 13        | 14        | 15        |
| 38        | 16        | 17        | 18        | 19        | 20        | 21        | 22        |
| 39        | 23        | 24        | 25        | 26        | 27        | 28        | 29        |
| 40        | 30        |           |           |           |           |           |           |

| Oktober | Oktober | Oktober | Oktober | Oktober | Oktober | Oktober | Oktober |
| Kw      | Mo      | Di      | Mi      | Do      | Fr      | Sa      | So      |
| ------- | ------- | ------- | ------- | ------- | ------- | ------- | ------- |
| 40      |         | 1       | 2       | 3       | 4       | 5       | 6       |
| 41      | 7       | 8       | 9       | 10      | 11      | 12      | 13      |
| 42      | 14      | 15      | 16      | 17      | 18      | 19      | 20      |
| 43      | 21      | 22      | 23      | 24      | 25      | 26      | 27      |
| 44      | 28      | 29      | 30      | 31      |         |         |         |

| November | November | November | November | November | November | November | November |
| Kw       | Mo       | Di       | Mi       | Do       | Fr       | Sa       | So       |
| -------- | -------- | -------- | -------- | -------- | -------- | -------- | -------- |
| 44       |          |          |          |          | 1        | 2        | 3        |
| 45       | 4        | 5        | 6        | 7        | 8        | 9        | 10       |
| 46       | 11       | 12       | 13       | 14       | 15       | 16       | 17       |
| 47       | 18       | 19       | 20       | 21       | 22       | 23       | 24       |
| 48       | 25       | 26       | 27       | 28       | 29       | 30       |          |

| Dezember | Dezember | Dezember | Dezember | Dezember | Dezember | Dezember | Dezember |
| Kw       | Mo       | Di       | Mi       | Do       | Fr       | Sa       | So       |
| -------- | -------- | -------- | -------- | -------- | -------- | -------- | -------- |
| 48       |          |          |          |          |          |          | 1        |
| 49       | 2        | 3        | 4        | 5        | 6        | 7        | 8        |
| 50       | 9        | 10       | 11       | 12       | 13       | 14       | 15       |
| 51       | 16       | 17       | 18       | 19       | 20       | 21       | 22       |
| 52       | 23       | 24       | 25       | 26       | 27       | 28       | 29       |
| 1        | 30       | 31       |          |          |          |          |          |

## Ereignisse

### Politik und Weltgeschehen

#### Heiliges Römisches Reich
- März/April: Kaiser Heinrich VI. verkündet seinen Erbreichsplan. Mit diesem Plan versucht Heinrich, das Königswahlrecht der Reichsfürsten zu beseitigen und eine Erbmonarchie nach dem Vorbild Frankreichs einzuführen. Den Chronisten nach gewinnt Heinrich auf dem Reichstag in Würzburg Ende März/Anfang April die Mehrheit der deutschen Fürsten für seinen Plan – allerdings nur mit einem Kompensationsgeschäft: Für den Verzicht auf das Königswahlrecht verspricht der Kaiser den weltlichen Fürsten als Gegenleistung die Erblichkeit ihrer Reichslehen in männlicher wie weiblicher Linie zu gewähren. Für den Fall, dass ihre Hauptlinie aussterben sollte, wird ihnen zudem das Recht eingeräumt, einen Erbnachfolger zu benennen. Den geistlichen Fürsten verspricht er den Verzicht auf das Spolienrecht, also das Recht der Krone, nach dem Tod eines Prälaten während der Sedisvakanz des geistlichen Amtes über die entsprechenden Einnahmen aus dem jeweiligen Besitz verfügen zu können.
- Weihnachten: Friedrich II., der zweijährige Sohn Kaiser Heinrichs VI., wird auf Initiative seines Vaters in Frankfurt zum römisch-deutschen König gewählt. Heinrich will mit dieser Wahl vor dem Aufbruch zu seinem Kreuzzug seine Nachfolge geregelt wissen. Friedrich befindet sich zu diesem Zeitpunkt am Hof von Foligno im Herzogtum Spoleto, wo er seine ersten Lebensjahre verbringt. Für die Zustimmung der Reichsfürsten zu dieser Nachfolgeregelung verzichtet Heinrich auf seinen Erbreichsplan.
- Eine Strafexpedition des Erzbischofs von Salzburg, Adalbert III., wegen nicht entrichteten Zehents führt zur nahezu völligen Zerstörung der aufständischen Stadt Reichenhall, von der lediglich das Kloster St. Zeno verschont bleibt.

#### Skandinavien
- 8. April: König Knut I. von Schweden stirbt. In seinem Testament hat er seinen Sohn Erik als Nachfolger bestimmt. Da dieser jedoch noch minderjährig ist, wird an seiner Stelle Sverker II. mit Unterstützung des Jarls Birger Brosa als König eingesetzt.

#### Südosteuropa

Das Wappen Emmerichs

- 24. April: Nach dem Tod Bélas III. aus dem Geschlecht der Arpaden wird sein Sohn Emmerich König von Ungarn, Kroatien, Dalmatien und Rama.
- Der serbische Großžupan Stefan Nemanja dankt zugunsten seines Sohnes Stefan Nemanjić ab und zieht sich als Mönch Simeon ins Kloster zurück. Es kommt zum Konflikt zwischen Stefan Nemanjić und seinem übergangenen älteren Bruder Vukan.
- Iwanko, ein weitläufiger Verwandter aus dem Haus Assen, setzt sich an die Spitze einer Bojarenverschwörung und ermordet den bulgarischen Zaren Iwan Assen. Anschließend lässt er sich selbst zum Zaren ernennen. Während der Verschwörung fliehen die Söhne des Zaren, Iwan Assen II. und Alexander, zu den Kumanen. Noch im selben Jahr wird Iwanko jedoch durch das Eingreifen des älteren Bruders von Iwan Assen I., Peter IV., der als Mitzar herrschte, vom Thron gestürzt. Er flieht ins Byzantinische Reich, wo er Theodora Angelina, eine Enkelin des dortigen Kaisers Alexios III. Angelos, heiratet und Verwalter (Strategos) einer Region in Thrakien wird. Peter IV. macht seinen jüngeren Bruder Kalojan zum Mitherrscher.

#### Iberische Halbinsel
- 25. April: König Alfons II. von Aragón aus dem Haus Barcelona stirbt. Sein Sohn Peter II. beerbt ihn in den Ländern der Krone Aragonien, im Königreich Aragón und den Grafschaften Barcelona, Girona, Osona, Besalú, Cerdanya und Roussillon.

#### Urkundliche Ersterwähnungen
- Fleckeby, Gifhorn, Heidelberg, Mörigen, Nidau, Rothenfluh, Wierstorf und Wintersingen werden zum ersten Mal urkundlich erwähnt.

### Wissenschaft und Technik

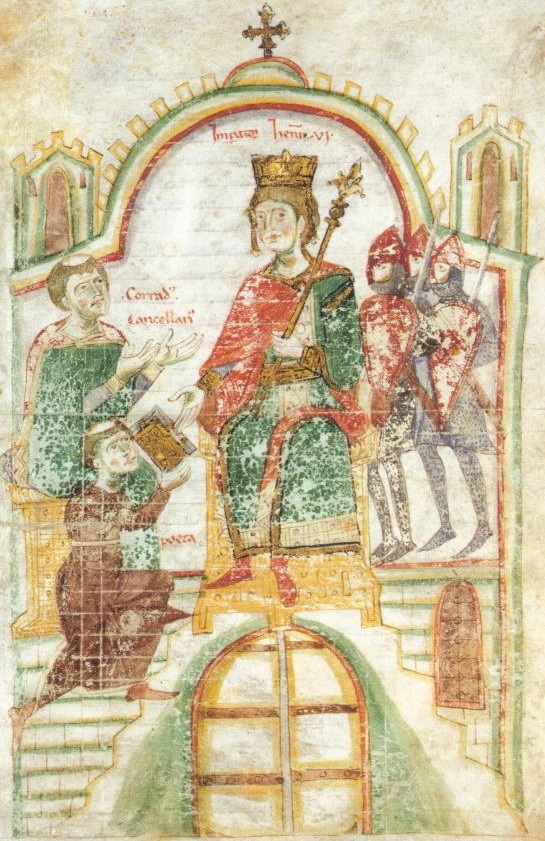
Der Dichter, begleitet vom Kanzler Konrad von Querfurt, überreicht Kaiser Heinrich VI. das Werk, Widmungsbild im Liber ad honorem Augusti

- Petrus de Ebulo verfasst in Palermo die Bilderchronik Liber ad honorem Augusti sive de rebus Siculis, die die staufische Eroberung Siziliens wiedergibt. Das Erstlingswerk von Petrus de Ebulo wird als Panegyrikus auf Kaiser Heinrich VI. und als Schmähschrift gegen die Gegner Heinrichs, insbesondere gegen Tankred von Lecce, erstellt. Es handelt sich um ein Versepos, das jedoch abweichend von den auf dem Frontispiz dargestellten antiken Vorbildern (Vergil, Lucan, Ovid) und in Distichen abgefasst ist. Dieses Buch ist neben dem Teppich von Bayeux die einzige erhaltene mittelalterliche Bildfolge, die Ereignisse der Zeitgeschichte illustriert. Es bildet eine wertvolle Quelle für die Gewandungskultur des stauferzeitlichen Süditalien.

### Kultur
- Der Dichter Schota Rustaweli beginnt das von der georgischen Königin Tamar beauftragte Epos Der Recke im Tigerfell, das heutige georgische Nationalepos.

### Religion
- Nach dem Tod Ottos am 7. März wird der bisherige Dompropst Hartwig von Grögling-Dollnstein neuer Fürstbischof von Eichstätt.
- 1. Mai: Der Heilige Rock wird erstmals in einer Urkunde erwähnt.
- 7. August: Dompropst Timo wird als Nachfolger des am 2. Mai gestorbenen Otto VI. von Andechs zum Bischof von Bamberg gewählt.
- Peter von Angoulême wird nach dem Tod von Ralf II. lateinischer Patriarch von Antiochien.
- Der von Joachim von Fiore gegründete Florenser-Orden wird von Papst Coelestin III. bestätigt.
- Dominikus ist Kanoniker am Domstift von Osma.
- um 1196: König Knut VI. von Dänemark beginnt mit der christlichen Missionierung Estlands.

## Geboren
- 3. Januar: Tsuchimikado, Kaiser von Japan († 1231)
- Alice von Champagne, Regentin im Königreich Jerusalem († 1246)
- Walter Marshal, englischer Adeliger († 1245)
- Swjatoslaw III., Großfürst von Wladimir († 1252)

## Gestorben

### Todesdatum gesichert
- 7. März: Otto, Fürstbischof von Eichstätt
- 6. April: William Fitz Osbert, englischer Rechtsgelehrter und Revolutionär
- 8. April: Knut I., König von Schweden
- 24. April: Béla III., König von Ungarn, König von Kroatien, Dalmatien und Rama (* um 1148)
- 25. April: Alfons II., König von Aragón (* 1157)
- 30. April: Balduin II., Bischof von Utrecht
- 2. Mai: Otto VI., Bischof von Bamberg
- 19. Juli: Heinrich I., Probst des Klosterstifts Berchtesgaden (* 1118)
- 14. August: Heinrich IV., Graf von Luxemburg (* 1112)
- 15. August: Konrad II., Herzog von Rothenburg, Herzog von Schwaben, Herr von Weißenburg und Eger (* 1172)
- 11. September: Maurice de Sully, Bischof von Paris (* 1110)

### Genaues Todesdatum unbekannt
- Isaak Komnenos Batatzes, byzantinischer General
- Iwan Assen I., bulgarischer Zar
- Meinhard von Segeberg, erster Bischof von Livland in Uexküll (* um 1135)
- Nissanka Malla, König von Sri Lanka (* 1157/1158)
- Ralf II., lateinischer Patriarch von Antiochia
- Richard von Acerra, Graf von Acerra
- Wartislaw Swantiboricz, Kastellan von Stettin
- William of Salisbury, 2. Earl of Salisbury, anglonormannischer Adeliger